# Budne (województwo mazowieckie)
Budne – wieś sołecka w Polsce położona w województwie mazowieckim, w powiecie ostrołęckim, w gminie Troszyn.

## Historia
W Słowniku Geograficznym Królestwa Polskiego i innych krajów słowiańskich znajdujemy następujące informacje:

Budne, wieś szlachecka i włościańska, powiat ostrołęcki, gmina Troszyn, parafia Kleczkowo, 798 morg obszaru. W 1827 r. było tu 12 domów i 76 mieszkańców, obecnie 197 mieszkańców włościan i drobnej szlachty.

W latach 1921–1936 wieś leżała w województwie białostockim, w powiecie ostrołęckim, w gminie Troszyn.
Według Powszechnego Spisu Ludności z 1921 roku wieś zamieszkiwało 245 osób w 20 budynkach mieszkalnych. Miejscowość należała do parafii rzymskokatolickiej w Kleczkowie. Podlegała pod Sąd Grodzki w Ostrołęce i Okręgowy w Łomży; właściwy urząd pocztowy mieścił się w Kleczkowie.
W wyniku agresji III Rzeszy na Polskę we wrześniu 1939 wieś znalazła się pod okupacją niemiecką i do wyzwolenia weszła w skład Landkreis Scharfenwiese, Regierungsbezirk Zichenau III Rzeszy.
W latach 1975–1998 miejscowość administracyjnie należała do województwa ostrołęckiego.